# Manuel José Yrarrázaval Larraín
Manuel José Yrarrázaval Larraín, 4de marqués de la Pica (Santiago 7 november 1834 - New York 14 februari 1896) was een Chileens politicus.

## Biografie
Hij studeerde rechten aan de Universiteit van Georgetown in de Verenigde Staten van Amerika en politieke wetenschappen aan de Katholieke Universiteit van Leuven in België. Hij keerde in 1852 naar Chili terug en werd in Senaat gekozen voor de Partido Conservador (1852-1876; 1879-1885; 1888-1891; 1894-1896). Hij combineerde het lidmaatschap van de Senaat met die van de Kamer van Afgevaardigden (1861-1873). Als senator was hij lid van verschillende senaatscommissies. Hij was een fervent aanhanger van het parlementaire stelsel en voerde oppositie tegen de opeenvolgende liberale regeringen. In 1888 werd hij, gezien zijn positie binnen de fractie van de conservatieven, benaderd door president José Manuel Balmaceda om steun te verlenen aan diens regime, hetgeen Yrarrázaval van de hand wees.
Tijdens de opstand tegen Balmaceda en de daaropvolgende burgeroorlog (1891) werd hij opgenomen in de tegenregering die gevormd was in Iquique die bestond uit zowel leden van de conservatieve als de liberale en nationale partijen. Yrarrázaval was minister van Binnenlandse Zaken, Industrie en Openbare Werken en later ook van Financiën. Op 10 augustus 1891 werd hij secretaris van de tegenregering. Na de val van Balmaceda en het einde van de burgeroorlog was hij opnieuw minister van Binnenlandse Zaken (december 1891 - maart 1892). Als minister zette hij zich in voor de invoering van de gemeentelijke autonomie.
In 1896 vertrok hij voor om gezondheidsredenen naar de Verenigde Staten van Amerika waar hij op 14 februari in New York overleed. Hij liet zijn omvangrijke bibliotheek na aan de Katholieke Universiteit van Chili.

## Familie
Manuel José Yrarrázaval trouwde in 1861 met Julia Mackenna y Astorga, uit welk huwelijk een zoon, Fernando Irarrázaval Mackenna, 5de marqués de la Pica (Santiago 14 juli 1862 - ald. 29 februari 1940), werd geboren. Fernando was van 1895 tot 1897 lid van de Kamer van Afgevaardigden en stichtte op het landgoed van de familie in Papudo een kuuroord. Hij was een van de voornaamste begunstigers van de Katholieke Universiteit van Chili.
Na de dood van zijn eerste vrouw trouwde Manuel José Yrarrázaval in 1865 met Isabel Correa y Toro, dochter van Juan de Dios Correa de Saa y Martínez en Nicolasa de Toro-Zambrano y Dumont de Holdre, Condes de la Conquista.